# 前濱站
前濱站（日语：／ Maehama eki */?）是位於長崎縣松浦市調川町平尾免，松浦鐵道的西九州線車站。

## 歷史
- 1990年（平成2年）3月10日 - 車站啟用[1]。

## 車站構造
車站是一座地面車站，設有1面1線的單式月台。此站是無人車站，沒有車站大樓，只有候車室和廁所。

## 車站周邊
在月台不可直接看見海邊，但是可聽到海浪拍打的聲音。在山邊一方設有市營住宅。
- 國道204號
- 前濱簡易郵局
- 松浦市水產加工團地

## 使用狀況
以下為1日平均乘車人次列表：
| 乘車人員變化 | 乘車人員變化 |
| 年度         | 1日平均人次  |
| ------------ | ------------ |
| 1998         | 40           |
| 1999         | 30           |
| 2000         | 41           |
| 2001         | 45           |
| 2002         | 36           |
| 2003         | 32           |
| 2004         | 32           |
| 2005         | 32           |
| 2006         | 23           |
| 2007         | 26           |
| 2008         | 17           |
| 2009         | 27           |
| 2010         | 26           |

## 相鄰車站
松浦鐵道
西九州線
鷹島口－前濱－調川

## 注腳
1. ↑  鈴木文彥（日语：鈴木文彦）. . 鐵道雜誌（日语：鉄道ジャーナル） (鐵道雜誌社（日语：鉄道ジャーナル社）). 2012-8, 46 (8): 106–111 （日语）.
2. ↑  長崎縣統計年鑑

## 外部連結
- 前濱站時間表 （页面存档备份，存于）（日語） - 松浦鐵道